# InXile Entertainment
- マイクロソフト > インエグザイル・エンタテインメント
- Xbox > Xbox Game Studios > InXile Entertainment

inXile EntertainmentはInterplay Productionsの創始者であるブライアン・ファルゴによって、2002年後半に設立されたアメリカのゲーム制作会社である。会社はニューポートビーチに存在し、ロールプレイングゲームの制作に特化している。2019年現在はXbox Game Studiosの1スタジオとして存続する。

## 沿革
ジョイスティックのインタビューで、inXileのマシュー・フィンドレイ社長は会社の歴史をこのように語った。
「私は数年間、Interplayでブライアン・ファルゴ氏と働き、両方同時にInterplayを去った。私たちはゲームを作り続けたかったことを知っていたし、だから新しく起業するのはよい考えだと思った。彼は、Interplayに20年間在籍し、私は13年そこにいた。私たちが初めて外の世界に出たとき、次に何をするべきか理解しようとしていても、ほとんど追放されたかのような気分だった。私たちはE3に行くのに値するようなカードを持つためにただ偽の会社の名前で偽のカードをでっちあげた。そして、「inXile」という名前を思いつく前に、ブライアンはカードに自分の職の説明を書いた、「追放者のリーダー(Leader in exile)」と。誰もがそのカードを面白がり、私たちは「in exile(追放者の)、in exile、in exile」と言い続けた。だから、私たちはただ考え抜いた結果、「なぜ新しいカードを作らないのか？」という結論に至った。そして、だから、私たちはそうした。」
Wasteland 2のKickstarキャンペーンの間、開発者ブライアン・ファルゴはKick it Forwardプログラムを開始した。
このプログラムの下で、ファルゴのinXile Entertainmentは将来のKickstarterのプロジェクトに発売後の純利益の5%を出資すると確約した。
2012年7月現在、Shadowrun ReturnsやLeisure Suit Larry: Reloadedに代表される、全体で55のプロジェクトが率先して参加した。

## ゲーム
- The Bard's Tale (PC, Xbox, PS2) (2004)
- Line Rider (2008) (Flash, Silverlight, DS, Wii, iOS)
- Fantastic Contraption (2008) (Flash, iPhone/iPod touch)
- Super Stacker (2009) (iPhone/iPod touch)
- Super Stacker 2 (2009) (iPhone/iPod touch)
- Shape Shape (2009) (iPhone/iPod touch)
- Super Stacker Party (2010) (PlayStation Network)
- Hunted: The Demon's Forge (2011) (PlayStation 3, Xbox 360, PC)
- Choplifter HD (2012) (PlayStation Network, Xbox Live Arcade, PC)[5]
- Wasteland 2 (2013) (PC, Mac, Linux)
- Torment: Tides of Numenera (2017) (PlayStation 4, Xbox One, PC, Mac, Linux)
- HEI$T (製作中止)

## SparkWorkz
InXile EntertainmentはSparkworkzという名前でウェブ部門を設置した。
これは普通無料でプレイされるFantastic Contraptionのような小規模のウェブゲームを提供する。
SparkWorkzはブラウザ内の広告で収益を得ている。収益の一部は提供したゲームの開発者たちに直接支給される。

## 関連リンク
- 公式ウェブサイト